# Friedrich Hirth
Friedrich Hirth, född 16 april 1845 i Gräfentonna, Sachsen-Coburg-Gotha, död 10 januari 1927 i München, var en tysk sinolog. Han var bror till Georg Hirth och Rudolf Hirth du Frênes.
Hirth inträdde 1870 i den internationella sjötulltjänsten i Kina, utnämndes 1890 till preussisk professor, bosatte sig 1895 i München som ledamot av vetenskapsakademien och blev 1902 professor vid Columbia University i New York. Han lämnade professuren 1917 och återvände sedermera till München. 
Hirth studerade Kinas dialekter, skriftspråk och litteratur med klassisk-filologisk metod. Han lämnade synnerligen värdefulla bidrag till kännedomen om de äldsta förbindelserna mellan Kina och Västerlandet och den äldsta kinesiska konsten. Utöver nedanstående skrifter utgav han tillsammans med William Woodville Rockhill en översättning och kommentar till Chau Ju-Kuas arbete "Chu-fan-chi" om den arabisk-kinesiska handeln under 1100-1200-talen (1912).